# Kolbuszowa
Kolbuszowa ist eine Stadt im Powiat Kolbuszowski der Woiwodschaft Karpatenvorland in Polen. Sie ist Sitz des Powiats und der gleichnamigen Stadt-und-Land-Gemeinde mit etwa 24.800 Einwohnern.

## Klima
Die durchschnittliche Niederschlagsmenge beträgt 650–700 mm pro Jahr. Im Juli beträgt die Durchschnittstemperatur etwa 18 °C, im Januar −3 °C.

## Geschichte
Zum heutigen Kolbuszowa gehört möglicherweise auch das Dorf Weryni, welches wahrscheinlich bereits im 15. Jahrhundert bestand. Die erste urkundliche Erwähnung von Weryni stammt aus dem Jahr 1504, die erste Erwähnung von Kolbuszowa aus dem Jahr 1508. Wann das Stadtrecht vergeben wurde, ist nicht bekannt. In einer Urkunde von Johann III. Sobieski vom 13. Juni 1690 wird der Ort als Stadt erwähnt. Die Urkunde erlaubt dem Ort, jährlich fünf Jahrmärkte durchzuführen. Bei der Ersten Teilung Polens im Jahr 1772 wurde die Stadt Teil Österreichs.

### Einwohnerentwicklung
1773 lebten in der Stadt 186 Familien, davon waren 91 jüdisch.
1784 hatte die Stadt 1163 Einwohner.

## Gemeinde
Zur Stadt-und-Land-Gemeinde (gmina miejsko-wiejska) Kolbuszowa gehören die Stadt und 14 Dörfer mit Schulzenämtern.